# Veckorevyn
Veckorevyn – em português Revista Semanal – é uma revista feminina sueca, fundada em 1935.

É publicada bi-mensalmente pela editora Bonnier Tidskrifter, e dirigida a jovens mulheres. 